# Rhus ovata
Rhus ovata är en sumakväxtart som beskrevs av S. Wats.. Rhus ovata ingår i släktet sumaker, och familjen sumakväxter. Inga underarter finns listade i Catalogue of Life.